# Un hombre que grita
Un Homme qui crie es una película del año 2010.

## Sinopsis
Adam, un excampeón de natación, es el encargado de la piscina de uno de los grandes hoteles de N'Djanema. El hotel pasa a manos de unos dueños chinos, y Adam se ve obligado a dejar el puesto a su hijo Abdel, lo que representa una tremenda humillación. El país está sumido en una guerra civil. Los rebeldes atacan al gobierno y las autoridades piden a la población que contribuya al esfuerzo bélico con dinero o luchando. Pero Adam no tiene dinero, solo tiene a su hijo.

## Premios
- Cannes 2010
- Chicago 2010
- Dubái 2010
- Milano 2011